# Asimilační proud
Asimilační proud je proud tekutin v těle rostlin, který z listů, kde probíhá fotosyntéza v parenchymatických buňkách s chloroplasty pod epidermis (pokožkou), vede asimiláty (u rostlin hlavně glukózu, ale i z ní enzymatickými reakcemi vyrobené škrob, bílkoviny a tuky) sítkovicemi po celém těle rostliny. Nefotosyntetizující buňky odčerpávají z floemu (kde se nacházejí sítkovice) dopravenou glukózu, kterou potřebují k zabezpečení svého metabolismu. Na rozdíl od transpiračního proudu není směr asimilačního proudu pouze nahoru, rozpuštěné látky mohou síťkovicí proudit nahoru i dolů, oběma směry. Jedná se o aktivní děj, za spotřeby ATP (adenosintrifosfát).